# ドゥカティ・スクランブラー
スクランブラー（Scrambler）とは、イタリアのオートバイメーカー、ドゥカティが1962年から1974年までアメリカで販売していた単気筒のオートバイであり、2015年に新しいブランドとして生産しているオートバイである。生産はアメリカのベルリーナー・モーター・コーポレーションが担当している。
かつて250ccから450ccまでの排気量が販売されていた。450バリアントはアメリカでジュピターとして販売された。新しいスクランブラーは2014年のインターモトで発表され、2015年に販売が開始された。モデルは70年代にドゥカティが生産したオートバイを現代的な解釈で表現したアイコン、70年代をイメージしたクラシック、オフロードをイメージしたアーバン・エンデューロ、フラットトラックレースをイメージしたフル・スロットルの4つが販売された。2016年には400ccのSixty2が販売された。

## 歴史
最初のスクランブラー（1962年から1967年）は、フレームを軽く変更したエンジンのナローケースという特色を持った公道走行可能なモデルに派生した。元々、アメリカで行われていたダートトラックレース向けにマイケル・ベルリーナーがロードバイクに変更しドゥカティ・ダイアナに派生した。これらのスクランブラーはエンジンの最大排気量が250ccであったため、一般的にナローケーススクランブラーと呼ばれている。
- スクランブラーOHC 250（1962年から1963年）
- スクランブラー250（1964年から1968年）
- スクランブラー350（1967年から1968年）

### 第2世代
第2世代のスクランブラーは広いエンジンケースが使われた。フレームはブルーノ・スパジアリ率いるドゥカティのファクトリーチームのオートバイに派生し経験して修正された。
- スクランブラー125（1970年から1971年）
- スクランブラー250（1968年から1975年）
- スクランブラー350（1968年から1975年）
- スクランブラー450（1969年から1976年）
- デスモ R/T 450（1970年から1971年）

### 第3世代
前モデルの生産終了からおよそ40年ぶりにスクランブラーの名を冠したシリーズが復活。排気量は1079cc、803cc、399ccの3タイプが存在する。
- スクランブラーアイコン(2015-)
- スクランブラーアーバンエンデューロ(2015-2016)
- スクランブラークラシック(2015-2019)
- スクランブラーストリートクラシック(2018-2019)
- スクランブラーフルスロットル(2015-)
- スクランブラーフラットトラックプロ(2016)
- スクランブラーイタリアインディペンデント(2016)
- スクランブラーカフェレーサー(2017-)
- スクランブラーデザートスレッド(2017-)
- スクランブラーマッハ2.0(2018)
- スクランブラー1100(2018-)
- スクランブラーSixty2(2016-)
- スクランブラーナイトシフト（2021-）